# Liberia en los Juegos Olímpicos de Londres 2012
Liberia estuvo representada en los Juegos Olímpicos de Londres 2012 por tres deportistas, un hombre y dos mujeres, que compitieron en atletismo.
La portadora de la bandera en la ceremonia de apertura fue la atleta Phobay Kutu-Akoi. El equipo olímpico liberiano no obtuvo ninguna medalla en estos Juegos.